# Boven Veensloot
Boven Veensloot est un hameau qui fait partie de la commune de Midden-Groningue dans la province néerlandaise de Groningue. Avec Beneden Veensloot, les deux hameaux sont situés sur une ancienne digue médiévale, entre Korte Akkers et Kibbelgaarn